# Könyvkereskedelem Magyarországon

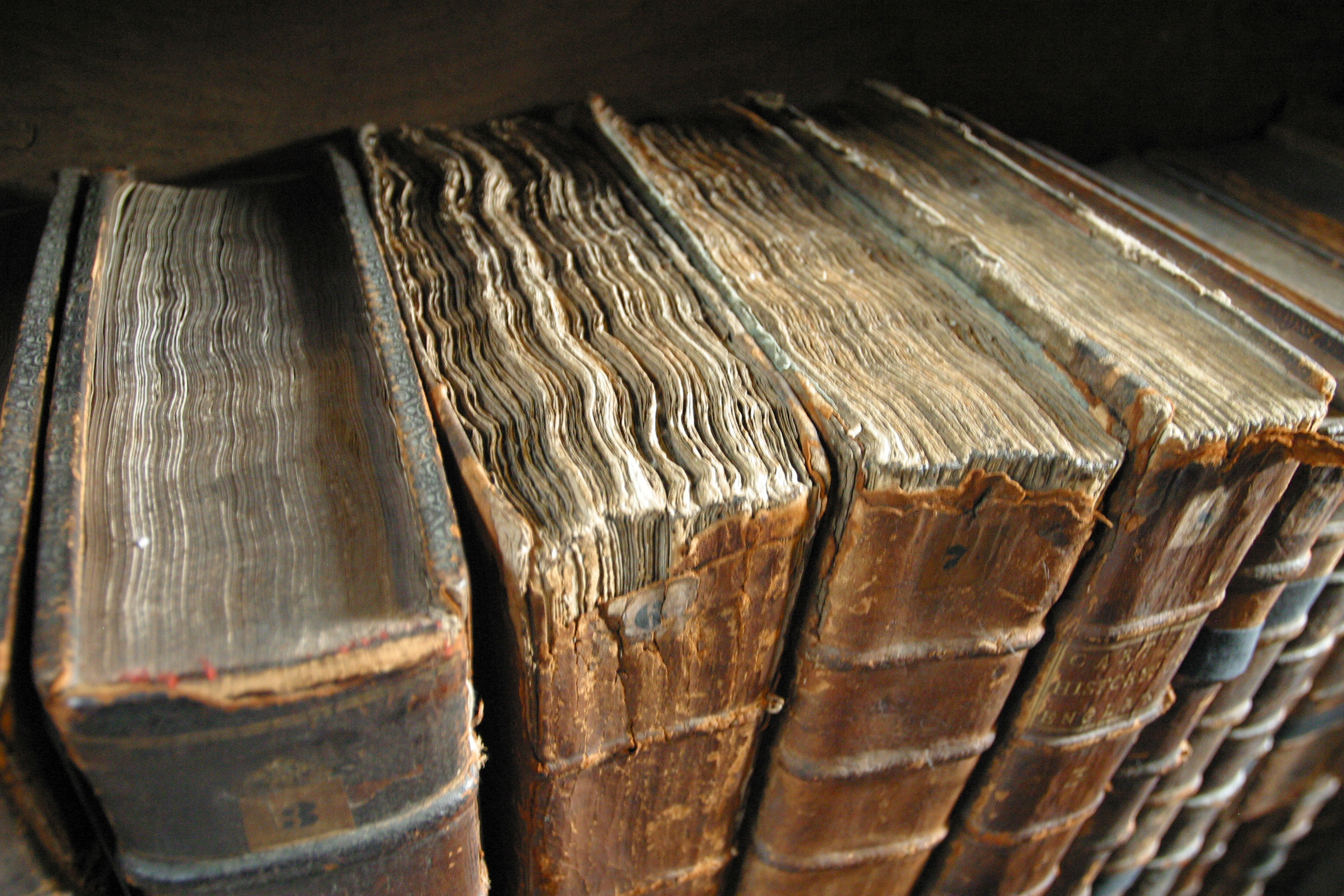
Régi könyvek

A könyvkereskedelem az iparnak az az ága, mely az irodalmi termékek előállításával és terjesztésével foglalkozik. – Ezt a meghatározást A Pallas nagy lexikona szócikke adja (1893–1897).
A Révai nagy lexikona (1915) szerint a könyvkereskedelem „sokszorosított irodalmi termékeknek előállításával, forgalombahozatalával és terjesztésével iparszerüleg foglalkozik.” Magyarországon német mintára szerveződött a könyvkereskedelem, melynek főágai között említi a lexikon a könyvkiadást is. Teljesen eltérő és lényegében másként alakult az angol és a francia könyvkereskedelem.
A könyvkereskedelem kislexikona (1973) könyvkereskedelem szócikkében azonban már egyáltalán nincs szó „előállítás”-ról. Itt külön, rövid szócikk foglalkozik a könyv előállításával, ami magában foglalja a kiadói és a nyomdai munkákat is, de könyvkereskedelmet természetesen nem. A kislexikon könyvkiadás szócikke hangsúlyozza, hogy a könyvkiadás, a könyvnyomtatás és a könyvkereskedelem a fejlődés során váltak szét, és Magyarországon a „bolti keretek között tevékenykedő,  szervezett könyvkereskedelem” csak a 18. században, német nyomdászok letelepedésével jelent meg.
A múlt század végén Kókay György foglalkozott részletesen a magyarországi könyvforgalom és könyvkereskedelem történetével, és ebben megjegyezte: „Témánkat azért szükséges a „könyvforgalmazás” fogalmával kiegészíteni, mert a középkorban nálunk sem volt érdemleges könyvkereskedelem.”
A könyvekkel való kereskedésen kívül a zenemű-, mű- és térképkereskedésre is kiterjed.
„A könyvkereskedelem az iparnak az az ága, mely az irodalmi termékek előállításával és terjesztésével foglalkozik.”

## Könyvkereskedelem ágai
1. könyvkiadóüzlet
2. szortiment könyvkereskedelem
3. bizományosi üzlet
4. antikvár könyvkereskedelem

## KönyvkereskedelemMagyarországon

### A nyomtatott könyv forgalmazásának kezdetei hazánkban (1473-1526)
Hess András budai műhelyében 1473 pünkösdjének vigíliáján, előestéjén, vagyis június 5-én fejezte be az első Magyarországon nyomtatott könyv, a Chronica Hungarorum előállítását.
Az 1477-1480 közötti években egy második, közelebbről ismeretlen nyomda is működött az ország területén, de az ott készült nyomtatványok értékesítési formája szintén kérdéses.
A forrásokban különböző névformájában - 'librarius','bibliopola','Buchfürer' - szereplő könyvesek a szabad királyi városokban, mindenekelőtt Budán éltek. Egy részük Németországból érkezett Magyarországra és különféle német nyomdák megbízottjaként tevékenykedett.
Művelődés- és könyvtártörténeti szempontból a Budán működők a legjelentősebbek. A budai könyvkiadás és -kereskedelem kialakulásában fontos volt Mátyás király 1479-es utasítása, amelyben elrendelte az egyházmegyék szerkönyveinek nyomtatott kiadását. A következő években megkezdte működését az első névről ismert kiadó kereskedő, Theobald Feger (Feger Tibold). Ő jelentette meg Augsburgban Thuróczi János Chronica Hungarorumának második, híresebb kiadását. Mint kereskedő, a maga korának legjelentősebb német vállalkozójával, a nürnbergi Anton Kobergerrel állt kapcsolatban. Nála jelent meg 1493-ban a nevezetes Schedel-krónika (e kötetben található a Budát ábrázoló első fametszet). A nürnbergi cég fennmaradt irataiból ismert, hogy a könyvből több tucatot szállítottak Budára bizományba; Koberger 1509-es zárszámadásában Feger 56 forint adósaként szerepel. A budai kereskedő akkor már nem élt, 1498 körül halt meg, nem tudjuk, hogy a német nyomdász megkapta-e a könyvek ellenértékét. Az adalék mindenesetre rávilágít arra, hogy Buda és Magyarország bekapcsolódott ebben a korszakban az európai könyvkereskedelem vérkeringésébe, másrészt kiderül, hogy a könyvterjesztés ma is meghatározó formája, a kiadótól bizományba történő átvétel már ekkor bevett gyakorlat volt.
Budán összesen kilenc kiadó kereskedő működéséről tudunk: Feger, Joannes Paep, Urbanus Kaym, Georgius Rüm, Joannes Hertzog, Michael Milchner, Stephanus Heckel, Jocobus Schaller és Michael Prischwitz. 
A budai könyvkiadó kereskedők közreadásában 61 nyomtatványról tudunk, ezek nagyobb része liturgikus könyv, de akad köztük tankönyv és történelmi munka is.
A korszakból hazánk különféle városaiból is maradtak fenn könyvkereskedelemre vonatkozó szórványos adatok. Késmárkon az 1480-as évekből ismert egy Ambrosius nevű személy, aki rendszeresen hozott be külföldről, talán Krakkóból könyveket; Kassáról Joannes Prewsz neve olvasható a forrásokban mint eladósodott könyvkereskedőé, Eperjesen Marcus 'bibliopola' működéséről rendelkezünk szerény adatokkal, Szebenben pedig Johannes 'Buchfürer'-ről emlékeznek meg a rendelkezésükre álló dokumentumok. Ezek a könyvesek nyilván a helyi közösség - iskola, plébánia - könyvszükségletét elégítették ki, feltehetően egyéb kereskedelmi jellegű tevékenység mellett.
Közvetlenül a Mohácsot megelőző évekből maradtak fenn adalékok arról, hogy a hatalom megkísérelte szabályozni a könyvforgalmat. Luther tanai az 1520-as évek elején Magyarországon is megjelentek, II. Lajos 1524-ben elrendelte, hogy az "eretnek" írásait senki se merészelje árusítani, megvenni vagy olvasni. A Nagyszeben városának  szóló utasítást ugyanabban az évben követte a Sopron magisztrátusát figyelmeztető, a következő évben pedig a bártfaiakat szólította fel a lutheri tanok kerülésére. Az uralkodói rendelet a tiltott könyvek megsemmisítéséről is intézkedett: a források a budai, brassói, soproni és szebeni könyvmáglyákról tudósítanak.

### A 18. századig
Magyarországon a régi könyvekben fellelhető könyvárusjegyek alapján az első könyvkereskedés a 15. század végén nyílt meg, ezt a 16. század közepéig, Buda török megszállásáig mintegy 6-7 üzlet követte. A török megszállás alatt az üzletek megszűntek, de a hódoltságon kívül eső városokban (Pozsony, Nagyszombat, Temesvár stb.) a könyvkereskedelem folyamatosnak mondható. A kereskedelem igazi fellendülése a 18. század elején kezdődött. Mint a legtöbb európai könyvkereskedelem, ez is a német mintájára fejlődött, erre utal a könyvek bizományba történő szállítása is. Az önálló könyvkereskedelem Erdélyben is ekkor bontakozott ki. Az első könyvkereskedést Josef Franz Kollmann bécsi nyomdász alapította Kolozsváron 1774-ben. Ő főként tankönyvekkel foglalkozott. Nála jelentősebb kereskedő volt id. Martin Hochmeister szebeni nyomdász, aki 1778-ban kapott szabadalmat könyvkereskedés létesítésére. Ő már újságokat is forgalmazott. Ez idő tájt bontakozott ki igazán az irodalmi élet is.

#### Könyvkereskedők és könyvkötő kereskedők
A 17-18. században a könyvkötő - korabeli latin elnevezéssel compactor - gyakran vett át a nyomdáktól kész, kinyomtatott ívekben, úgynevezett krúdában kiadványokat, amelyeket azután környezetében értékesített, egyúttal a vásárló igényeinek megfelelően bekötötte; a könyvnyomtatás kézműipari korszakában a könyvek nagyobb része ugyanis kötetlenül, krúdában hagyta el az officinát, így közreműködésük eleve megkerülhetetlen volt.
Az első könyvkötő céh Pozsonyban alakult meg 1658-ban, majd követte Nagyszombat, Kassa, Debrecen, Lőcse mestereinek céhalapítása.

### A 19. század kezdetétől az első világháborúig
A magyar reformkor idején még jobban felélénkült az irodalmi élet, főleg Pest-Budán. Ennek következtében a könyvkereskedők száma is nőtt. A magyar könyvkereskedelem és könyvkiadás történetében jelentős volt Heckenast Gusztáv fellépése, aki 1833-ban vette meg sógorától annak könyvesboltját. Közel 40 év alatt több mint 900 magyar és 100 külföldi kiadványt hozott forgalomba. 1839-ben kölcsönkönyvtárat alapított, hogy felkeltse az érdeklődést az olvasás iránt. 1841-ben egyesítette vállalatát Landerer Lajos nyomdájával. A főváros mellett a vidéki könyvkereskedelem egyre inkább háttérbe szorult.
Az 1848/49-es események után, a Bach-korszakban, átmenetileg jelentősen visszaesett a könyvkereskedelem. A rendszer bukása után a kereskedelem és kiadás ismét fejlődésnek indult, még ha nehezebben tudott is kibontakozni. A nehézségek főként a vidéki kereskedőket érintették. Az 1867-es kiegyezést követően újra lehetővé vált a bekapcsolódás az európai kulturális életbe.

### Az első világháborútól a második világháborúig
Az I. világháborút követően, a trianoni békeszerződés értelmében, az Osztrák–Magyar Monarchia felbomlott. A Magyarországon kialakult politikai rendszerek a könyvkereskedelemre is hatással voltak. Az 1920-as években hozott törvény értelmében, a régi könyvek luxusjavaknak számítottak. Ez azt jelentette, hogy jelentős adót kellett utánuk fizetni. Ez több szakmában (legfőképp az antikváriusok és magángyűjtők körében) is nagy felháborodást keltett. Ezért az 1930-as években a törvényt úgy módosították, hogy bizonyos szakmák kivételt képezhettek a rendelkezés alól. Ebben a korban Stemmer Ödön mellett a másik jelentős antikvárius Lantos Adolf volt, aki különböző folyóiratokat adott ki (Bibliofil Szemle, Literatura, Lantos Magazin) és könyvárveréseket rendezett. Szintén megemlíthetjük itt Ranschburg Gusztáv nevét is.

### A második világháborútól a forradalomig
A második világháború a könyvkultúra terén is súlyos károkat okozott. A háború következtében nagy veszteségek érték a magyar nyomdaipart és könyvkiadást. A könyvpusztulás a hazai könyvtárak egy részén kívül főként a könyvkereskedelmet sújtotta. Az Ideiglenes Nemzeti Kormány intézkedett a fasiszta és szovjetellenes sajtótermékek beszolgáltatásáról, illetve megsemmisítéséről. Három kötetben foglalták össze a beszolgáltatandó művek jegyzékét. A beszolgáltatás hajszolása miatt sok nem fasiszta kiadvány is megsemmisült. 
Azonban szerencsére a nagy egyházi könyvtárak közül az érseki, püspöki, egyházmegyei és kollégiumi gyűjtemények állományai viszonylag épségben úszták meg a háborús viszontagságokat.
1945-1948 között a könyvkereskedelem jelentős része magánkézben volt. A háborús pusztítások miatt a régi könyvesboltok csak nehezen tudtak újból kereskedelemmel foglalkozni. Az első megújuló fővárosi könyvkereskedés a Magyar Kommunista Párt József Attila könyvesboltja volt a Teréz körúton. Megnyitották kapuikat országszerte a kisebb könyvesboltok és antikváriumok is.
A könyvkultúrának e viszonylag szabad és sokszínű újjáéledése és kibontakozása nem sokáig tartott: a nagy könyvkiadókat államosították, valamint a könyvterjesztés a Belkereskedelmi Minisztérium felügyelete alá került.
1952-ben történt meg a magán könyvkereskedelem teljes felszámolása. Ez méltán váltott ki felháborodást mind a hazai, mind a nemzetközi közvéleményből. Ugyanis a könyvkereskedők és antikváriusok állományának jelentős részét teherkocsikkal zúzdába szállították. Ezek olyan szerzőket tartalmaztak, mint Cervantes, Dumas, Rudyard Kipling, Jonathan Swift, Gárdonyi Géza, Benedek Elek, Babits Mihály, Fekete István.

### A forradalomtól a rendszerváltásig
A forradalom után a Magyar Szocialista Munkáspárt a könyvkiadás és a könyvkereskedelem terén számos újítást vezetett be. Nyitottabbá vált a könyvkiadás a nyugati szép- és szakirodalom, valamint a magyarországi nem marxista művek számára is.
1969-ben megalakult a Magyar Könyvkiadók és Könyvterjesztők Egyesülete. A fővárosban a bolti és az üzemi könyvterjesztést az Állami Könyvterjesztő Vállalat, vidéken pedig a Művelt Nép Könyvterjesztő Vállalat végezte. A könyvek és folyóiratok exportját, importját kizárólag a Kultúra Könyv- és Hírlapkereskedelmi Vállalat bonyolította le.
Közvetlenűl a rendszerváltás előtti években egyre több negatív jelenség rontotta le a korábbi kulturális eredményeket.
A könyvek iránti érdeklődés és az olvasás a nyolcvanas évek során egyre jobban háttérbe szorult.
Okai:
- kedvezőtlenül alakuló gazdasági helyzet,
- lakosság életszínvonalának csökkenése,
- munkával eltöltött idő növekedése,
- jövedelem-kiegészítő tevékenységek bővülése,
- televízió,
- közműveltség romlása,
- az iskolázás általános színvonalcsökkenése,
- a könyvtárak látogatottságának hanyatlása.

A napi politikai aktualitást tartalmazó napilapok, hetilapok és irodalmi folyóiratok megjelentetése körül viszont nem volt fennakadás. Rendkívül elszaporodott a nyugati, úgynevezett szivárvány-sajtónak egy kelet-közép-európai változata, amely a közízlés és -érdeklődés szórakoztató igényű kiszolgálását tűzte ki céljául. Ennek érdekében feloldottak számos korábbi tabut.
Ezek a jelenségek előzték meg hazánkban a rendszerváltozást.

## Könyvkereskedelem napjainkban

### Az elektronikus könyv
A Palo Altó-i és harvardi kutatóintézetek dolgozták ki az elektronikus könyvet, amelyet napjainkban kezdenek forgalmazni: a termék egy képernyő vagy egy olyan könyv formáját öltheti, amelynek műanyagból készült lapjain nincsenek nyomdai jelek. Az olvasó - lemezről vagy hálózatról - letölti a kívánt szöveget, amely megjelenik a képernyőn vagy a könyv oldalain. A miniatürizációnak köszönhetően egy 2,5 cm²-es merevlemezen mintegy 340 megaoktettnyi szöveget (ez 300 hagyományos könyvnek felel meg) tárolhatunk. Az újabb verzióknál az olvasó változtathat a betűtípuson, fellapozhat egy elektronikus szótárat, rákereshet egy kifejezés előfordulásaira, vagy jegyzeteket fűzhet egy-egy szövegrészhez.
Az elektronikus könyv igen ígéretes termék benyomását kelti: a felhasználó mindig a neki éppen tetsző szöveget töltheti le, ami azt jelenti, hogy informatikai memória formájában ugyan, de az olvasó könnyedén könyvtárnyi, illusztrációkkal ellátott kötetre tehet szert.
Az új médium megjelenése nyilvánvalóan bizonyos veszteségekkel is jár: természetesen minden könyv nem alkalmas az elektronikus formában való megjelenítésre, így a jövőben arra számíthatunk, hogy a különféle médiumok és adathordozók mindegyike fennmarad, és előnyeik ötvöződnek. A könyvkereskedelem új terepét a hazánkban 1999-től kibontakozó online könyváruházak adják.

## Lásd még
- Antikvár könyvkereskedelem
- Könyvterjesztés Erdélyben